# بيير فرانسوا كزافييه بوير
بيير فرانسوا كزافييه بوير (بالفرنسية: Pierre François Joseph Boyer)‏ هو عسكري فرنسي، ولد في 7 سبتمبر 1772 في بلفور في فرنسا، وتوفي في 11 يوليو 1851 في Lardy, Essonne ‏ في فرنسا.